# Roodkeellangklauw
De roodkeellangklauw (Macronyx ameliae) is een zangvogel uit de familie Motacillidae (piepers en kwikstaarten).

## Verspreiding en leefgebied
Deze soort komt voor in zuidelijk-centraal, oostelijk en zuidoostelijk Afrika.